# Berretti rossi
Berretti rossi è un film di guerra del 1953 diretto da Terence Young, con Alan Ladd e Leo Genn.

## Trama
1940. Steve MacKendrick, con un tragico passato alle spalle, entra volontario nella Scuola di paracadutismo dell'esercito britannico, con il soprannome di “Canada”. Dopo avere terminato il corso di paracadutismo, l'unità di “Canada” viene impiegata in un raid contro una stazione radar tedesca, nella Francia occupata. Gli uomini devono scortare un tecnico della RAF, il quale si impossesserà di importanti componenti tecnici del radar nemico, per portarli in Inghilterra. Nonostante alcune perdite, l'operazione ha successo.
Al loro ritorno, gli uomini dell'unità devono cambiare il vecchio berretto ed indossare il nuovo basco rosso (da qui il titolo del film), simbolo dei paracadutisti inglesi. Una nuova operazione prevede la conquista di un aeroporto a Bona, in Algeria, per favorire l'avanzata degli Americani in Nordafrica.

## Produzione
La produzione  ha usufruito dell'assistenza del Reggimento Paracadutisti dell'esercito britannico, che ha offerto comparse, attrezzature e due delle sue basi per girare il film.
La pellicola costò circa 700.000 dollari e ha incassato più di 8 milioni di dollari, in tutto il mondo.
Il personaggio interpretato dall'attore Leo Genn, è un chiaro riferimento al Maggiore paracadutista John Dutton Frost.